# Ali Mroudjaé

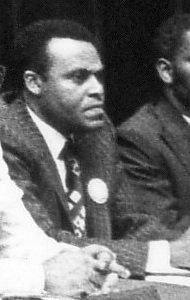
Mroudjaé bei einem Besuch in Togo im Jahr 1979

Ali Mroudjaé (* 2. August 1939; † 2. Mai 2019 in Moroni) war ein komorischer Politiker, der unter anderem Premierminister und Außenminister der Komoren war.

## Leben
Ali Mroudjaé besuchte die École normale supérieure Lettres et sciences humaines in Lyon. Er übernahm verschiedene Funktionen im damaligen Französischen Überseegebiet und fungierte in dem von Ahmed Abdallah geleiteten Regierungsrat zwischen 1971 und 1973 zunächst als Bildungsminister. Danach war er zwischen 1973 und 1974 Minister für den öffentlichen Dienst sowie von 1974 bis 1975 Minister für Bildung und Tourismus. Nach der Unabhängigkeit der Komoren am 6. Juli 1975 von Frankreich wurde er erster Außenminister in der Regierung von Präsident, bekleidete dieses Amt jedoch nur für kurze Zeit und wurde daraufhin von Said Mohamed Jaffar abgelöst.
Nach einem Staatsstreich von Bob Denard (1929–2007), der Ahmed Abdallah als Vorsitzender eines Militärrates sowie danach als Präsident der Islamischen Bundesrepublik der Komoren an die Regierung brachte, wurde Mroudjaé am 22. Dezember 1978 im Kabinett von Premierminister Salim Ben Ali erneut Außenminister. In dieser Position wirkte er, bis er am 8. Februar 1982 als Mitglied der Partei Comorian Union for Progress selbst Premierminister wurde. Dieses Amt bekleidete er bis zum 31. Dezember 1984. Anschließend wurde das Amt des Premierministers nicht neu besetzt, sondern in Personalunion von Präsident Abdallah übernommen. In dessen Präsidialkabinett fungierte er 1985 als Minister für Inneres und Justiz, für Soziales, Arbeit, Beschäftigung und Berufsausbildung sowie als Minister für Information, Kultur, Jugend und Sport.
Nach dem Putsch vom 26. November 1989, der zur Ermordung von Präsident Ahmad Abdallah geführt hatte, wurde Said Mohamed Djohar, zuvor Präsident des Obersten Gerichtshofs, automatisch Präsident des Landes. Trotz Anschuldigungen gegen diesen, die Ermordung Ahmad Abdallahs betrieben zu haben, gelang es Djohar, sich in den Präsidentschaftswahlen am 20. März 1990 knapp durchzusetzen, womit Djohar der erste demokratisch gewählte Präsident seines Landes wurde. Mroudjaé selbst war einer der Kandidaten für das Amt des Präsidenten. Präsident Said Mohamed Djohar berief ihn daraufhin in seine Präsidialregierung, der er bis 1992 als Minister für Produktion, Industrie, ländliche Entwicklung und Umwelt angehörte.
2002 stellte sich Ali Mroudjaé abermals zur Wahl, erreichte jedoch nur 4,2 %.